# شورای رهبری امارت اسلامی افغانستان
شورای رهبری امارت اسلامی افغانستان، شورای عالی، (پشتو: رهبری شُورَىٰ یا شورای داخلی) شورایی برای رهبر امارت اسلامی افغانستان است. رهبر امارت اسلامی بنا به صلاحدید خود، شورا را تشکیل می‌دهد و ریاست آن را برعهده دارد. او دارای اقتدار نهایی است و ممکن است در هر زمانی، آن را نادیده بگیرد یا دور بزند. این نقش کلیدی در هدایت شورش طالبان از کویته در پاکستان ایفا کرد، که منجر شد در آن زمان، به طور غیررسمی با عنوان شورای کویته شناخته شود.
در جریان شورش طالبان، یک مدل تصمیم گیری مبتنی بر اجماع در میان اعضای شورای کویته استفاده شد. پس از بازگشت طالبان به قدرت در سال ۲۰۲۱، رهبر هبت‌الله آخندزاده، قدرت را متمرکز کرد و بیشتر از طریق سه معاون خود شروع به برقراری ارتباط کرد. در مارس ۲۰۲۳، آکسفورد آنالیتیکا گزارش داد که او برای چندین ماه شورای رهبری را تشکیل نداده است، در عوض با شورای محلی آخوندهای ولایت قندهار، مشورت کرده است.

## تاریخچه
پس از سقوط حکومت طالبان در سال ۲۰۰۲، این شورا ده نفر را تشکیل داد که در دولت مناصب را اشغال کردند، از جمله هشت رهبر کهنه‌کار بلندپایه از منطقه جنوب افغانستان، یک نفر از پکتیکا و یک نفر از پکتیا. سپس تعداد اعضای مجلس شورا در مارس ۲۰۰۳ به ۳۳ عضو افزایش یافت. در ماه اکتبر ۲۰۰۶، شورا از ۱۳ عضو اصلی تشکیل شد. مقامات امنیتی پاکستان قبلاً طالبان افغانستان، شورای شورای کویته و طالبان پاکستان را سه نهاد جداگانه می‌دانستند. اما در اوایل سال ۲۰۱۰ آنها سیاست خود را تغییر دادند، تصمیم گرفتند که با سه سازمان به عنوان یک سازمان برخورد کنند و اقدامات سختی را علیه شورای شورای کویته انجام دادند. نه تن از ۱۸ فرمانده آن در اواخر فوریه و اوایل مارس ۲۰۱۰ دستگیر شدند.
در ماه اوت ۲۰۱۹، برخی از رهبران طالبان، از جمله حافظ احمد الله، برادر هبت الله آخوندزاده، امیر طالبان، در یک انفجار بمب در مسجد خیرالمدریس، که محل اصلی ملاقات طالبان بود، کشته شدند.
در ۲۹ می ۲۰۲۰، گزارش شد که ملا محمد یعقوب، پسر ملا عمر، پس از ابتلای چند تن از اعضای مجلس شورای کویته به ویروس کرونا، به عنوان رهبر طالبان فعالیت می‌کرد. در ۷ می ۲۰۲۰، ملا یعقوب رئیس کمیته نظامی طالبان شد.